# 池田模範堂
株式会社池田模範堂（いけだもはんどう）は、富山県中新川郡上市町に本社を置く製薬会社である。

## 概要
1909年（明治42年）に、越中の売薬商人・池田嘉市郎が創業した。社名は「社会の模範になろう」という意味に由来する。
かゆみ止め用外用剤「ムヒ」は同社を代表する商品で、1926年から製造されている。商品名は他に比べる物がない「無比」の意味である。商品にはムヒのロゴ（一部を除く）とマーク（丸の中に「ムヒ」と書かれている）が付けられていたが、1965年に前年開催の東京オリンピックにちなんだ白地に赤のオリンピックカラーのパッケージになった。
子供向け商品には、アニメ『それいけ!アンパンマン』を起用しており、かつてはアンパンマンを起用したCMも放送していた。キャラクターのとのコラボレーション仕様は後述する「ポケムヒS」でも行われているほか、2025年4月には「液体ムヒS2a」で初のコラボレーション品として、『ちいかわ』とのコラボレーションとなる「ちいかわA（ちいかわ・モモンガバージョン）」と「ちいかわB（ハチワレ・うさぎバージョン）」が数量限定で発売された。
2010年1月にコーポレートアイデンティティ並びにスローガンを刷新し、従来カタカナで表記されていた「ムヒ」はラテン文字表記の「MUHI」に、スローガンは「かゆみを科学する」から「肌を治すチカラ」にそれぞれ改められ、2011年4月から製品パッケージにも順次新ロゴマーク・スローガンが導入された。

## 事業所
本社・工場
- 富山県中新川郡上市町神田16番地

東京支店・営業本部
- 東京都練馬区豊玉北3-16-18

名古屋支店
- 愛知県名古屋市千種区今池3-26-22

大阪支店
- 兵庫県尼崎市水堂町3-1-23

福岡支店
- 福岡県福岡市博多区光丘町3-1-7

仙台出張所
- 宮城県名取市美田園5-23-1-101

## 製品

### 現在
★:製品名にムヒを使用していない製品
鎮痒消炎薬（外用薬）
- ムヒS【第3類医薬品】 - ロングセラーのクリームタイプ。2023年3月に仕様変更を行い、容量を増量（18g→20g）し、価格も改定（税抜:550円→600円）された。
- 液体ムヒS2a【指定第2類医薬品】 - 2008年にデザイン・処方改良。液体タイプ（デキサメタゾン酢酸エステル配合）。
- ムヒアルファSII【指定第2類医薬品】 - クリームタイプ（デキサメタゾン酢酸エステル配合）。2015年4月に「ムヒアルファS（販売名：ムヒアルファS1）」をリニューアル。かゆみ止め成分のジフェンヒドラミン塩酸塩が2倍に増量された。
- 液体ムヒアルファEX【指定第2類医薬品】 - 2007年4月発売。液体タイプ（PVA(プレドニゾロン吉草酸エステル酢酸エステル)+ジフェンヒドラミン塩酸塩配合）。
- ムヒアルファEX【指定第2類医薬品】 - クリームタイプ（PVA(プレドニゾロン吉草酸エステル酢酸エステル)+ジフェンヒドラミン塩酸塩配合）。
- ポケムヒS【第3類医薬品】 - 液体ロールオンタイプ。2024年3月のリニューアルに伴い、キャラクター品は2006年から起用されていたハローキティに代わり、スヌーピーへ変更された。キャラクターがないブルーのボトルのノーマル品もある。
- ムヒ・ベビーb【第3類医薬品】 - 「ムヒS」と並ぶロングセラーの乳幼児向けクリームタイプ。2017年に「ムヒ・ベビー」に配合されていたアラントインを省く処方変更が行われ、販売名が変更された。
- 液体ムヒベビー【第3類医薬品】 - 乳幼児向け液体タイプ。
- ムヒパッチA1【第3類医薬品】 - パッチタイプ。アンパンマンのイラスト入り（製造販売元：大石膏盛堂）。
- ムヒソフトGX【第3類医薬品】 - 乾燥肌向けクリームタイプ。なお、「ムヒソフト」シリーズのパッケージ等に用いられている「かゆみ肌」は当社の商標である。
- ムヒソフトGX乳状液【第3類医薬品】 - 乾燥肌向け乳液タイプ。
- アセムヒEX【指定第2類医薬品】 - 2018年4月発売。汗による皮ふトラブルにに特化したクリームタイプ（PVA(プレドニゾロン吉草酸エステル酢酸エステル+タンニン酸配合）。
- 液体アセムヒEX【指定第2類医薬品】 - 2020年4月発売。「アセムヒEX」の液体タイプで、クロタミトンを省いた4成分が配合されている。
- デリケアb★【第3類医薬品】 - 女性のデリケートエリアに特化したクリームタイプ。2017年に「デリケア」に配合されていたアラントインを省く処方変更が行われ、販売名が変更された。
- デリケアM's(エムズ)★【第3類医薬品】 - 男性のデリケートエリアに特化したクリームタイプで、l-メントールを追加配合している。2013年4月に大容量サイズの35gを追加発売。
- ムヒER【指定第2類医薬品】 - 2020年4月発売。耳などのかゆみに特化した透明ローションタイプ。容器をひっくり返すだけで綿棒につける分量の薬液が溜まる「くるピタ」容器を採用。
- ムヒHD【指定第2類医薬品】 - 2012年4月発売。頭皮などのかゆみ・湿疹に特化したローションタイプ。2015年1月のリニューアルで内容量を15mlから30mlに増量。2018年4月にパッケージデザインを変更して再リニューアルされた。
- ムヒHDm【指定第2類医薬品】 - 2018年4月発売。「ムヒHD」の処方をベースにエタノールを無配合、l-メントールの配合濃度を減らした（3.5%→1.0%）しみないタイプ。
- ムニ【第3類医薬品】 - 成分は「ムヒS」と同一。店頭では販売せず、主に健康保険組合ルートで販売されている。「ムニ」は二つとない「無二」から来ている。

化膿性皮膚疾患用薬（外用薬）
- オデキュアEX★【第2類医薬品】 - 2022年4月発売。

抗アレルギー薬（内服薬）
- ムヒAZ錠【第2類医薬品】 - 2015年4月発売。アゼラスチン塩酸塩配合。主にじんましんやしっしん・かぶれによる皮ふのはれ・かゆみに使用するものだが、効能として花粉やハウスダスト（室内塵）による鼻のアレルギー症状の緩和も明記されている。2021年4月に24錠を追加発売（製造販売元：日東薬品工業）。

ひび・あかぎれ（外用薬・絆創膏）
- ヒビケア軟膏b★【第3類医薬品】 - 2006年に近畿地方限定で発売されていたが、2007年9月に全国発売。2008年9月に大容量35g入りを追加発売した。2017年に添加物の変更（ステアリン酸の追加）に伴って「ヒビケア軟膏（販売名：ヒビケア）」から販売名を変更。2024年に「ヒビケア軟膏a」から再度販売名が変更された。なお、「ヒビケア」シリーズのパッケージや広告に使われる"パックリ"も当社の登録商標である。
- ヒビケアFT軟膏（販売名：ヒビケアFT）★【第3類医薬品】 - 2009年9月発売。「ヒビケア軟膏」の処方にビタミンA油をプラスしたひじ・ひざ・かかと用。
- ヒビケアパッド★【管理医療機器】 - 2024年8月発売。逆T字型形状のひび割れ用ハイドロコロイドパッド（家庭用創傷パッド）。（製造販売元:新タック化成）

ムヒのアンパンマンシリーズ
※ 「ムヒパッチA」は前述参照。
- ムヒのこども目薬 こどもアイスーパー【第3類医薬品】 - 子供用目薬。アンパンマンのケース付属。安全の為密封包装してある（製造販売元：日東メディック）。
- ムヒのキズテープ【一般医療機器】 - 救急ばんそうこう。2018年4月に「ムヒのキズテープa」のパッケージデザインを赤基調に変更してリニューアル。2022年にデザイン変更を行い再リニューアルされた。
- ムヒのキズテープLa【一般医療機器】 - 大判サイズの救急ばんそうこう。2018年4月に「ムヒのキズテープL」のパッケージデザインを青基調に変更してリニューアルされた。2022年にデザイン変更を行い再リニューアルされた。
- ムヒのきず液【第3類医薬品】 - 殺菌消毒薬。誤飲防止のために苦味成分を配合している。

かぜ薬関連
以下の製品は全てアンパンマンをパッケージデザインに採用。シロップタイプは2020年10月に製造販売元が製品の製造時に使用する原料の受け入れ試験を一部実施していなかったことが判明したため、使用期限内の全製品を自主回収し販売を一時休止。2023年8月に全面リニューアルを行って販売を再開し、製造販売元も変更された。
- ムヒのこどもかぜシロップS1/P1【指定第2類医薬品】 - シロップタイプのかぜ薬。イチゴ味（S1）とピーチ味（P1）の2種類（製造販売元：明治薬品）。
- ムヒのこどもせき止めシロップS1【指定第2類医薬品】 - シロップタイプの鎮咳去痰薬。イチゴ味。2017年8月に「ムヒのこどもせき止めシロップS」をリニューアル。鎮咳成分をジヒドロコデインリン酸塩からデキストロメトルファン臭化水素酸塩水和物に変更、ナンテンジツ流エキスの配合量を減らす（60ml中0.8mL→0.34mL）代わりに、キキョウ流エキスとセネガ流エキスを追加する処方変更が行われた（製造販売元：明治薬品）。
- ムヒのこども鼻炎シロップS1【指定第2類医薬品】 - カンゾウエキス配合したシロップタイプの鼻炎用内服薬。イチゴ味（製造販売元：明治薬品）。
- ムヒのこどもかぜ顆粒b【指定第2類医薬品】 - 顆粒タイプの子供用かぜ薬（服用年齢:1歳以上11歳未満）。2017年に添加物の変更（タウマチンの追加）に伴って「ムヒのこどもかぜ顆粒」から販売名を変更、2023年に一部の添加物（エチルセルロース、セタノール、ラウリル硫酸Na、トリアセチン）が省かれたことに伴って「ムヒのこどもかぜ顆粒a」から再度販売名が変更された（製造販売元：テイカ製薬）。
- ムヒのこども解熱鎮痛顆粒【第2類医薬品】 - 2010年9月発売。顆粒タイプの解熱鎮痛薬。胃粘膜保護成分グリシンも配合。（製造販売元：ダイト）
- ムヒののどスプレー【第3類医薬品】 - 2022年8月発売（製造販売元:ダイヤ製薬）
- お熱とろーね - 冷却ジェルシート。

### 終売品
- ムヒ【医薬品】
- ハイムヒ【医薬品】（乳液タイプ）
- ムヒL【医薬品】（液体タイプ）
- 液体ムヒS【医薬品】
- ムヒホワイティ【指定第2類医薬品】（2010年 - 2014年） - 液体タイプの鎮痒消炎薬。当初、地域限定で発売されていたが、2011年4月から全国発売された。
- ムヒダストメル【第3類医薬品】 - ハウスダストによるかゆみや皮膚炎に特化したクリームタイプ。かゆみを素早く止めるジフェンヒドラミン・l-メントール・dl-カンフルに、かゆみの広がりを抑えるユーカリ油が配合されている。
- バストップケア【第3類医薬品】 - バストトップなどのかゆみの特化したクリームタイプ。
- こどもムヒソフト【第3類医薬品】（2015年8月メーカー終売） - アンパンマンのイラスト入りパッケージ。
- リペアクトクリーム（販売名：リペアクト）【第2類医薬品】（乾皮症・角化症治療薬、2012年10月 - 2014年9月）
- ケアレケア【第3類医薬品】 - （かゆみ・皮ふ炎治療薬、2009年3月 - 2016年8月）
- ヒリギレ軟膏【第3類医薬品】 - 手の甲などのあかぎれに対応したあかぎれ・しもやけ用薬。
- ムヒ虫よけムシペール12【医薬部外品】
- ムヒ虫よけムシペールミニ【医薬部外品】
- ムヒ虫よけムシペールJ【医薬部外品】 - サラサラ（パウダーイン）タイプの虫よけスプレー
- ムヒの虫よけムシペールα【第2類医薬品】 - ノンガスタイプ（ディート濃度12%）
- ムヒの虫よけムシペールα30【第2類医薬品】 - 「ムヒの虫よけムシペールα」のディート濃度を30%に高濃度化した製品。使用年齢は12歳以上。
- ムヒの虫よけムシペールPS【第2類医薬品】 - パウダー入りエアゾールタイプ（ディート濃度12%）
- ムヒの虫よけムシペールPS30【第2類医薬品】 - 「ムヒの虫よけムシペールPS」のディート濃度を30%に高濃度化した製品。使用年齢は12歳以上。
- ヒビケアプリベント（販売名：PV薬用ハンドクリーム）【医薬部外品】 - 薬用ハンドクリーム。ナリス化粧品との共同開発（製造販売元：ナリス化粧品）。
- ムヒDC速溶錠【第2類医薬品】 - メキタジン配合。動物アレルギーなどによる症状（かゆみ・鼻炎）に使用するもので、テイカ製薬がグッドデザイン賞を受賞した製剤技術「howatt」製剤の採用により、水なしで服用可能である（製造販売元：テイカ製薬）。
- センムメ－ロー【医薬品】▲（目薬）
- ノーヂ【医薬品】▲（解熱鎮痛剤）
- ユイツ【医薬品】▲（総合感冒薬）
- ムヒのかぜぐすり かぜユイツ▲【医薬品】（鼻づまり改善薬）
- ムヒのこどもかぜシロップ かぜユイツシロップ▲【医薬品】（小児用総合感冒薬）
- ムヒのキズテープ キーテープS【医薬品】（殺菌消毒剤配合パッド付救急絆創膏）
- ムヒの殺菌剤付キズテープ【医薬部外品】
- ムヒのきず薬 スルアランA軟膏【医薬品】
- ムヒのきずぐすり液【医薬品】
- ムヒホン（外用鎮痛消炎薬）【医薬品】
- アクテオン1.0%ゲルクリーム▲【第2類医薬品】 - インドメタシンを配合したゲルタイプ。
- アクテオン1.0%液【第2類医薬品】▲ - インドメタシンを配合したらくぬり容器採用の液体タイプ。
- カルシウムウエハース【食品】▲（1985年 - 2008年）
- ムヒ虫よけムシペールペット用【動物用医薬部外品】

## CM出演者

### 現在
液体ムヒ/ムヒアルファEX 
- 平野紫耀（2024年3月 - ）※2022年以来、2年ぶりの再起用となる

ムヒER/ムヒAZ錠
- 東京03（2023年5月 - ）

ヒビケア
- 岸優太（2024年10月 - ）

アセムヒEX
- 本多遼
- 倉野尾成美（AKB48）
- 東野良平

他多数

### 過去
- 藤田まこと
- アンパンマン
- ザ・ドリフターズ（志村けん加入前）
- 研ナオコ
- 石野真子
- マギー司郎
- 今いくよ・くるよ
- 陣内孝則
- 爆笑問題
- 氷川きよし
- 相葉雅紀
- 西川貴教（T.M.Revolution）
- ハローキティ
- 高畑淳子
- 藤田弓子
- 古手川祐子
- 中川翔子
- 鈴木福
- でんぱ組.inc
- 相武紗季
- SHELLY
- 中川大志

他多数

## その他
- 1940年代後半から1950年代前半にかけ、「ムヒ」の偽物が出回り問題になった。
- 上記の時代に地方の農村に設置したホーロー看板を使った広告が現在でも残っている。
- 1958年に富山県を訪れた天皇・皇后の行啓先の一つに池田模範堂が選ばれ、同年10月20日に本社の視察が行われた[6]。
- かつての主力製品は蚊のかゆみ止めであり、夏場を過ぎると工場の稼働率が極端に落ちることから、冬にかけて近隣の農家からリンゴを入手してジャムやジュースを製造していた時代がある[7]。
- テレビ番組における提供クレジットは、1960年代から1970年代まで「ムヒ本舗」。1980年代前半（正確な年は不明）まで、提供クレジットは「ムヒS」と出していた。ここ最近、夏場は「ムヒ」表記の提供クレジット案内であるが、冬場になると「ムヒソフト」表記に変わっていることがある。なお、前述のCI刷新により、2011年4月以降はクレジット表記が「MUHI」に変更となっている。
- 1985年から1990年頃まで、当時高校野球の強豪として知られていた徳島県の池田高校にあやかり、高校野球を題材にしたテレビCMを放送していた。CMは、「駅から（甲子園へ）旅立つユニフォーム[注釈 2]を着たナインと見送る生徒たち」（タイトル不明）、「甲子園で勝利してナイン[注釈 3]が校歌[注釈 4]を歌う」（甲子園編）、「スタンドで応援する人々」（「カットバセームーヒ、痒み倒せ―オー！」という掛け声が入る）といった種類があった（校歌はBGMで流れるだけのバージョンもあった)。いずれもメインで出演していたのは監督役の藤田まこと（但し中途で降板）だった。このCMでは校歌に社名が盛り込まれていたため、商品名の「ムヒ」に比べて無名同然だった社名の知名度が一気に上がった[8]。
- そのCMについて、イラストレーターのみうらじゅんが当時連載していたザテレビジョンのコラムに「池田模範堂高校の謎」というタイトルの文章を書いたことがある。また、このCMと池田高校のイメージ、さらには子供向け商品のCMに起用しているアンパンマンの作者やなせたかしが高知県出身であること、徳島に製薬会社が多いことから、四国のメーカーと誤解されることがある。
- 映画『それいけ!アンパンマン ゴミラの星』には池田模範堂が協賛している関係でムヒをモチーフとした「カユカユぼうや」というキャラクターが登場する。
- 池田模範堂が100%出資していた子会社「明太（めいだい）化成株式会社」（本社＝富山市、食品容器製造）は、池田模範堂が本来の医薬品事業に専念するため、2003年3月をもって以前から明太化成と取引のあった「酒井容器株式会社」（本社＝富山県高岡市）に譲渡した。なお、譲渡に際しては、これらの会社と同じ富山県内に本店がある北陸銀行の仲介を受けている。
- かゆみ止めの商品が多い関係から従来からほとんどのTVCMには「使用上の注意をよく読んで正しくお使いください」のテロップが入れられていたが、2009年6月に薬事法が改正され、一部の商品が第3類医薬品に分類されるようになったため、「ムヒソフトGX」のCMは2009年秋冬シーズンから、「デリケアM's」・「ポケムヒ」のCMは2010年春夏シーズンから使用上の注意のテロップが表示されなくなった。なお、同様の理由で指定第2類医薬品の「液体ムヒS」と「ムヒアルファEX」のCMは2010年春夏シーズンよりテロップの内容が変えられている。さらに、前述のCI刷新に伴って、2011年4月以降に製作されたTVCMには冒頭に「MUHI」のサウンドロゴが追加された（冬期シーズンの一部製品にはコーポレートスローガンである「肌を治すチカラ」のアナウンスも入る。「ムヒHD」の「2人で治るんだ」篇のみサウンドロゴをつけていない）。
- 最近ではかゆみ止めなどの皮膚薬など、他社にOEM供給する事業にも取り組んでいる。
- 2023年10月10日には医薬品の安定供給を目的に、物流業務を複数の同業・異業種企業による共同物流（共通プラットフォーム）の仕組みを持つ大塚倉庫へ委託することとなり、在庫拠点を本社のある富山県1拠点から大塚倉庫が持つ東西2拠点へ分散されることとなった[9]。

## 股間戦士エムズーン
股間戦士エムズーンは、デリケアM'sのイメージキャラクター。2018年5月にWebアニメ化、2019年6月にバーチャルYouTuber化する。Twitter上で月ノ美兎が第三話の動画をリツイートしたことをきっかけに、股間大学のオープンキャンパスの招待状を送ったことで、月ノ美兎、剣持刀也とのコラボ生放送も実現する。2020年7月27日には月ノ美兎、剣持刀也、樋口楓、ジョー・力一をゲストに全国股間オープン模試を実施。2020年8月31日に引退を発表。

### 登場人物

#### エムズーン一家
エムズーン15g / エムズーン1号
声 - 股野正義、鎮目果由美（幼少期）
声 - 石田彰（股間フリーダム版）
本作の主人公。箱形態から変形する巨大ロボット。決め台詞は「夏の股間の平和は、私が守る！」。必殺技は「股間爽快光線」からの「ロケット塗り」。また、股間レーダーで被害者を索敵できる。クリームの残量が無くなると弱体化する。
大容量エムズーン35g
声 - 股尾守、痒見留太郎（幼少期）
第二話から登場。15gの兄で、彼からは「大容量兄さん」と呼ばれる。必殺技は「大容量股間爽快光線」からの「百烈ロケット塗り」。
エムズーンの母
声 - 股野マリア
第四話より登場。デリケアbから変形する兄弟の母親。月に一度は美容院に通っている。子離れができず、夕飯のメニューはおしゃれ。
ニセエムズーン / エムズーン23号
声 - 股尾守、牟礼輝男（23号）
声 - 立木文彦（股間フリーダム版）
エムズーンに似た黒い股間戦士。関西弁でしゃべる。必殺技は「かゆみ股間かき」だが余計かゆくなる。実は過去にエムズーンと共に修業をした23号であり股間魔王によりニセエムズーンとなる。

#### かゆみ三魔神
本作の敵。
カユミ魔人 ムレテール
声 - 牟礼輝男
エムズーン兄弟の宿敵。夏の股間を蒸らせて痒くする。
カユミ魔人 スレテール
声 - MASA☆TWO
第三話から登場。下着の擦れで股間を痒くする。
カユミ魔人 フエテール
声 - 増田増男
第三話から登場。雑菌を増やして股間を痒くする。

### その他の声の出演
- 街の人A - 夏野股造（同情出演）
- 街の人B - カブレ・ナイサー
- 街の人C - イッチー裏先
- 若者A - 清涼香
- 若者B - 小林汗
- 若者C - 乾燥太
- 子供A - 多田廉太郎
- 子供B - むんむん
- ピチピチタンクトップ - 出利ケイト
- ドクター・イケダ - 池田次男

かゆみ博士。
- 股三郎

エムズーンの師範。
- 股間魔王

声 - 増田増男
23号をニセエムズーンにする。
- プレジデント池田

声 - 池田長男
- スペシャルサンクス - 劇団ムレロのみなさま
- ナレーター - 用法正

### スタッフ
- 作画監督 - 塗里太陽
- 作画 - Mr.メン透
- 背景 - デリケート・プロダクション
- プロデューサー - 裏先一久
- 編集 - 蒸礼田一輝
- 制作進行 - 掻田智恵
- 株式会社 IN KING THE MUSIC エグゼクティブ コカン プロデューサー - 股越浩
- 企画 - 矢股かずまた、鼠蹊部建多
- 演出 - 柴股大輔

### 主題歌
エンディングテーマ「さらばかゆみ」（第5話）
作詞 - 陰部良 / 作曲 - INNOU SISSHIN
エンディングテーマ「エムズーン音頭」（第8話）